# Schweinfurt
Schweinfurt (česky zastarale také Svinibrod nebo Sviní Brod) je německé okresní město, ležící v severozápadní části spolkové země Bavorsko. Žije zde přibližně 55 tisíc obyvatel. Město tvoří samostatný městský okres, zároveň je centrem zemského okresu Schweinfurt. Město leží na řece Mohan asi 27 kilometrů severovýchodně od Würzburgu. Město je, mimo jiné, rodištěm Friedricha Rückerta, spisovatele, básníka a překladatele.

## Historie
Archeologickými nálezy je doložené osídlení z doby halštatské a laténské v městské čtvrti Fischerrein. Germánské obyvatelstvo proniklo do oblasti během 4.–5. století. Schweinfurt byl poprvé písemně doložen v roce 791, jeho založení sahá do doby karolinské a patří tak k nejstarším městům v Bavorsku. Kolem roku 1000 markrabí Jindřich Nordgavský ze Schweinfurtu, z dynastie Babenberků, ovládl velká území severního Bavorska.  Roku 1021 podle Kosmovy kroniky české český kníže Břetislav I. za dobrodružných okolností unesl z kláštera benediktinek ve Svinibrodu svou nastávající manželku Jitku ze Svinibrodu, která  byla Jindřichovou dcerou. 
Od 12. století do roku 1802 byl Schweinfurt svobodným císařským městem Svaté říše římské, zprvu v rámci hradské soustavy, pod správou Henneberků.  V roce 1212 se připomíná Abraham ze Schweinfurtu jako první židovský obyvatel města. V roce 1368 dal císař Karel IV. vybudovat hradby a vydal privilegium na ochranu schweinfurtských Židů, kteří sídlili v Židovské ulici a k roku 1479 se připomíná jejich první synagoga a mikve. Od roku 1863 se židovský hřbitov stal jedním oddělením městského hřbitova. 
V roce 1542 luteránské obyvatelstvo pod vedením Filipa I. Hesenského vstoupilo do Šmalkaldského spolku.
1. ledna 1652 zde byla založena Německá akademie věd Leopoldina, jediná přírodovědná instituce, která dosud existuje, nyní se sídlem v Halle an der Saale. Kolem roku 1700 patřil Schweinfurt k předním centrům humanismu celé země. 
V roce 1770 zde začala 250letá průmyslová historie. Na tradici koželužny navázal Wilhelm Bach, který založil první kožedělnou továrnu, později rozšířenou o chemické a barvířské závody. V roce 1814 zde byla poprvé syntetizována barva, nazvané podle místa svého původu a patentu zeleň svinibrodská.
V roce 1802 se Schweinfurt stal součástí Bavorského království a v roce 1852 do města byla přivedena železniční trať z Bamberka.

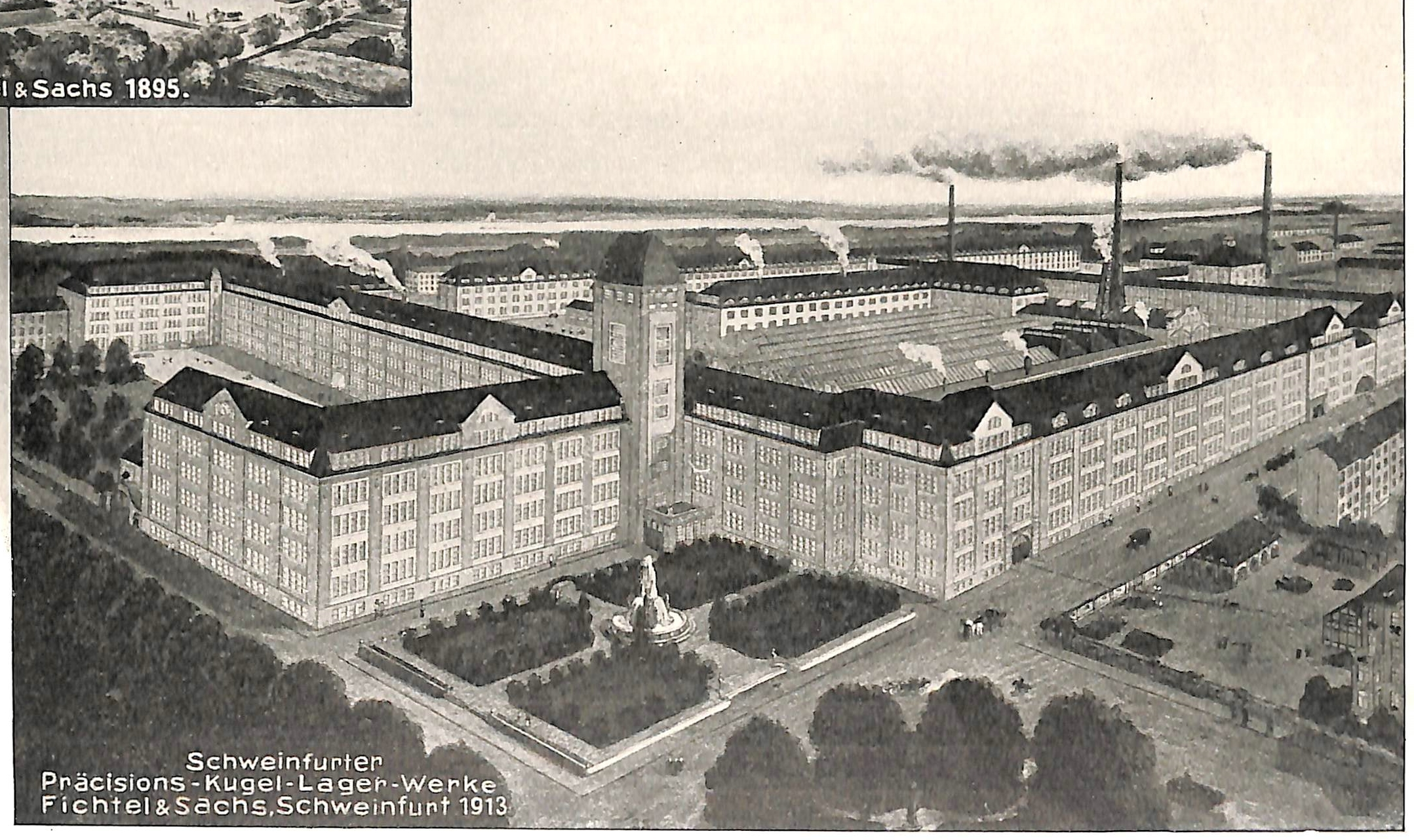
Továrna kuličkových ložisek Fichtel & Sachs v roce 1913

V roce 1853 zde vynalezl Philipp Moritz Fischer jízdní kolo poháněné pomocí pedálů na předním kole. Jeho vynález však nebyl patentován ani uveden do výroby, měl jen regionální publicitu, takže se prvenství přisuzuje francouzskému velocipédu, zveřejněnému až v roce 1861. V roce 1859 bylo toto kolo zdokonaleno o volnoběžku a roku 1903 jej Ernst Sachs opatřil šlapací brzdou.

Strojírenský a ocelářský průmysl se ve městě zásadně rozvinul od roku 1913, kdy zde zbudována největší německá továrna na výrobu kuličkových ložisek Fichtel & Sachs AG (Kugelfischer), od roku 1929 řízená v rámci švédského kartelu. Hospodářská krize a s ní spojená nezaměstnanost vedla k radikalizaci zdejších dělníků a k nastolení národního socialismu. Jeho ideologie se koncem 30. let obrátila proti židovské komunitě; v listopadu 1938 vedla k pogromu a roku 1942 k holocaustu. Zbrojní průmysl vedl k mimořádné prosperitě města a k rozvoji stavebnictví.

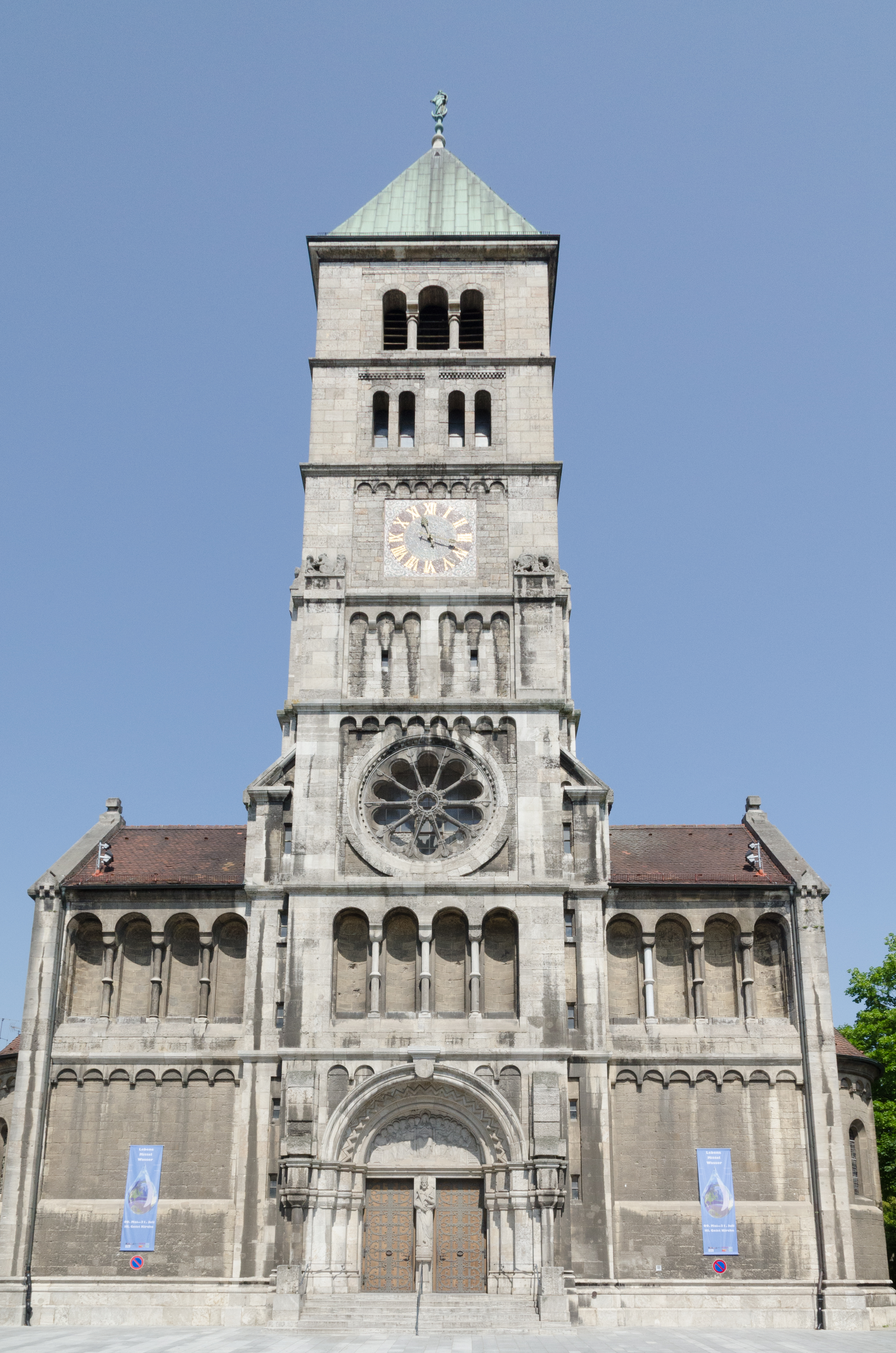
Kostel sv. Ducha

### Druhá světová válka
Zdejší strojírenská výroba byla od roku 1939 zásadním odvětvím pro konstrukci německých tanků a letadel. To byl důvod, proč se Spojenci zaměřili na likvidaci města Schweinfurtu. V letech 1943–1945 bylo na město provedeno 15 velkých náletů britských a amerických bombardérů, které infrastrukturu města těžce poškodily. Cílem byla především továrna na kuličková ložiska SKF. Dne 17. srpna 1943 se v rámci Operace Double Strike uskutečnil nálet 376 bombardérů, 14. října 1943 pak nálet 291 bombardérů. Druhé datum je známo jako Černý čtvrtek, protože v tento den ztratila americká 8. letecká armáda při zmíněném náletu 60 letounů Boeing B-17. Největší nálet se uskutečnil 24. února 1944 v rámci kampaně Big Week s účastí 1100 bombardérů. Při tomto náletu byly zasaženy i vesnice v okolí města. Bylo použito 3600 tříštivých a 32 500 zápalných bomb. Celkem bylo ve městě zničeno 80 procent průmyslové zóny a 40 procent ostatních staveb. Strojírenský průmysl byl obnoven v roce 1953.
V letech 2007 až 2013 byla zdejší kasárna sídlem 172. brigády armády Spojených států.

## Školství
- Univerzita aplikovaných věd Würzburg-Schweinfurt (FHWS) byla založena v roce 1971 sloučením schweinfurtské Polytechniky Balthasara Neumanna s würzburskou Vysokou školou ekonomickou a v současnosti je čtvrtou největší univerzitou aplikovaných věd v Bavorsku.
- Střední hudební škola

## Památky a muzea
- Radnice – dispozicí stavby i bohatstvím kamenické dekorace patří k nejpozoruhodnějším renesančním stavbám tohoto účelu v Německu
- Staré latinské gymnázium, založeno ve 13. století, vyučoval na něm  například humanista Conrad Celtis, renesanční budova je z roku 1581, v letech 1634–1880 se nazývala „Gustavianum“
- Katolický kostel sv. Ducha – románsko-gotická stavba s westwerkem (opevněnou západní částí)
- Evangelický kostel sv. Jana, poprvé zmíněn k roku 1200, gotický, původně katolický, po roce 1542 předán reformované církvi
- Schrotzturm
- Židovský hřbitov
- Kasárna garnizony
- Šest kašen
- Městské muzeum – historické a přírodovědné sbírky
- Muzea továrníků Georga Schaffera a Otty Schäfera – otevřena v roce 2000, sbírky německého malířství, sochařství a uměleckých řemesel
- Městská galerie
- Kunsthalle s expozicí moderního umění byla otevřena v roce 2009; do budovy je zakomponována část cihlové hradební zdi městských šancí z roku 1648

## Osobnosti
- Johann Lorenz Bach (1695–1773), hudební skladatel
- Johann Elias Bach (1705–1755), hudební skladatel
- Johannes Cuspinian (1473–1529), humanista, básník a diplomat v habsburských službách
- Johannes Geis (* 1993), fotbalista
- Bernie Paul (* 1950), zpěvák
- Friedrich Rückert (1788–1866), básník, překladatel a zakladatel německé orientalistiky
- Stephan Schröck (* 1986), fotbalista

## Partnerská města
- Châteaudun, Francie
- Motherwell, North Lanarkshire, Skotsko, Velká Británie
- Seinäjoki, Finsko